# Schloss Kohlhöhe

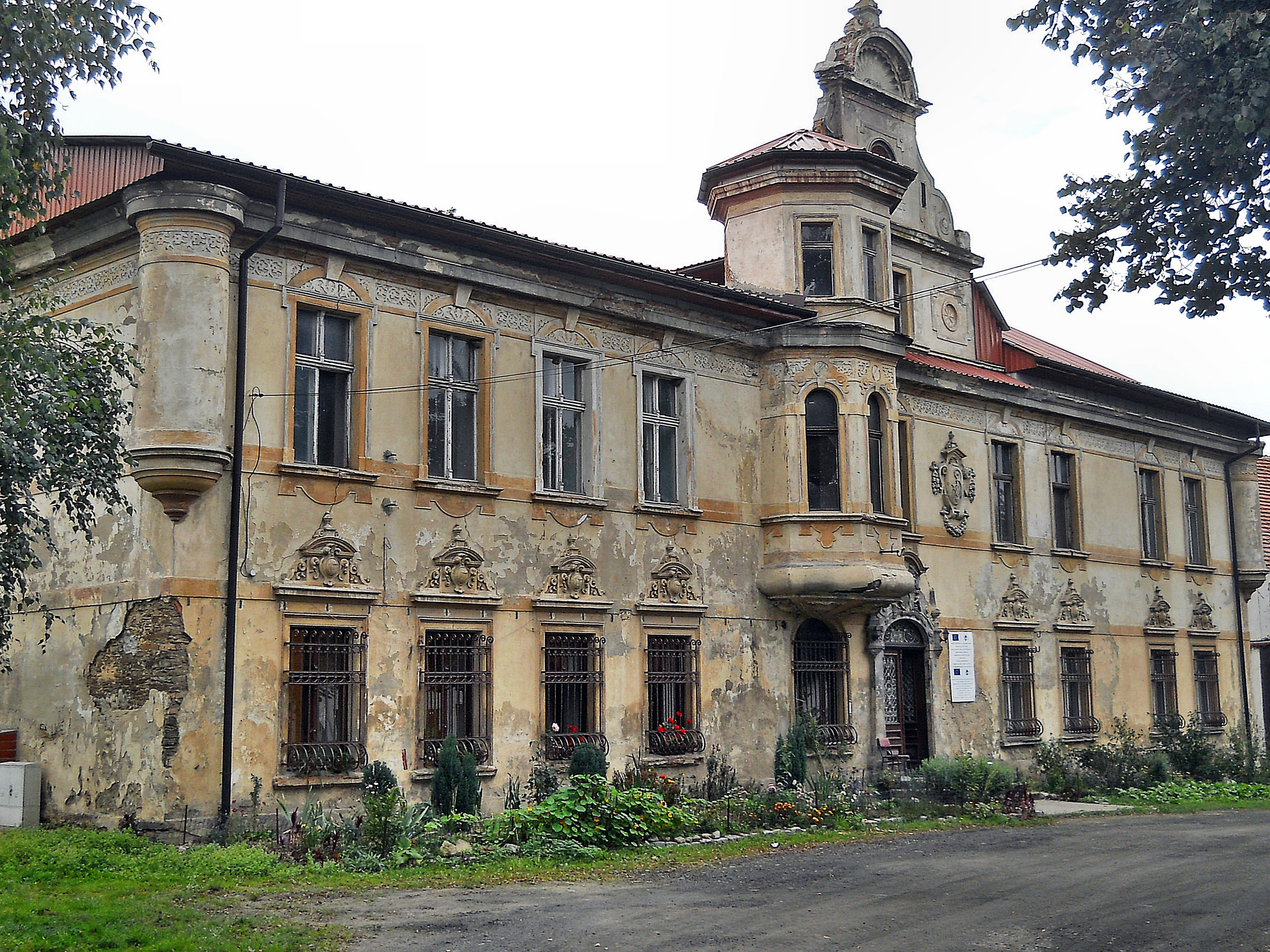
Schloss in Kohlhöhe (2011)

Das Schloss in Kohlhöhe (polnisch Pałac w Goczałkowie Górnym) befindet sich in Goczałków Górny (Kohlhöhe) im Powiat Świdnicki in der Woiwodschaft Niederschlesien in Polen. Vor dem Zweiten Weltkrieg besaß die Adelsfamilie Richthofen mehrere Schlösser in Schlesien, darunter auch das Schloss Kohlhöhe im Landkreis Schweidnitz.
Das ganze Gebäude-Ensemble steht unter Denkmalschutz unter Nummer: Ensemble (zespół) A/1149 z 5.03.2009, Schloss (pałac) A/4169/1216/WŁ z 16.06.1987.

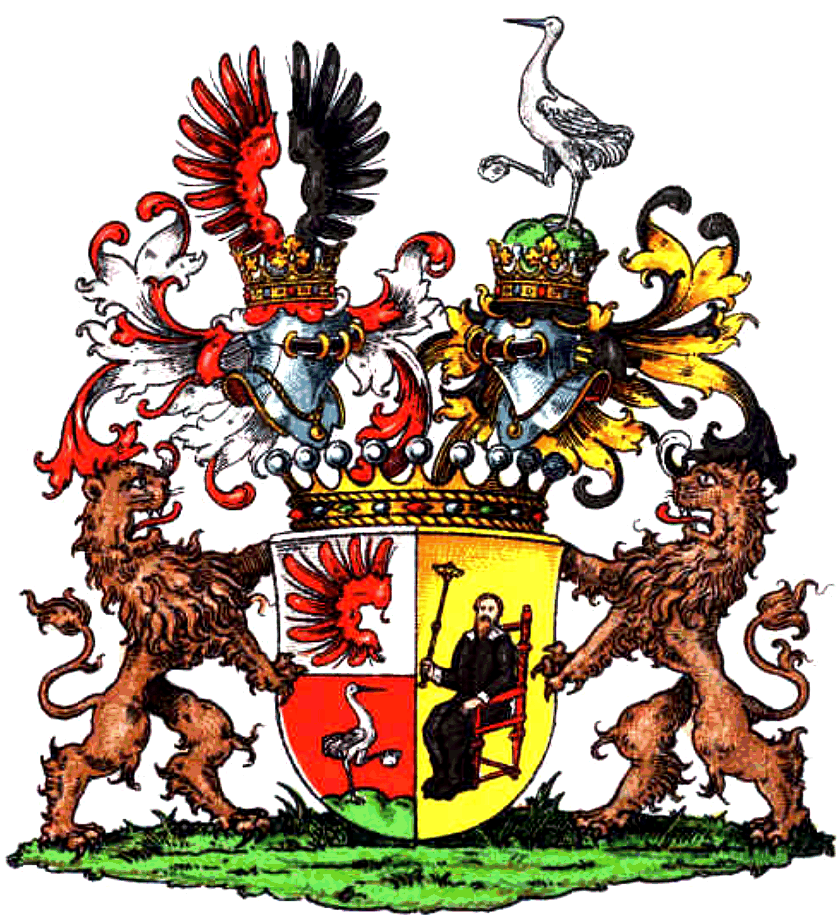
Wappen der Grafen von Richthofen

## Geschichte
Der erste Schloss wurde 1615 vom Freiherrn von Schliewitz als seine Residenz errichtet.
Im September 1841 besuchte der preußische König Friedrich Wilhelm IV. mit seiner Ehefrau Elisabeth Ludovika während seiner Huldigungsreise durch Schlesien den Berliner Professor Karl von Richthofen (1811–1888), der der Besitzer des Schlosses Kohlhöhe war. Während eines Manövers in der Gegend wurde ein Festmahl im Schloss veranstaltet.
Sein Sohn Karl von Richthofen (1842–1916) ließ den Schlosspark im Jahre 1889 nach Plänen des Weimarer Hofgärtners und Muskauer Garteninspektors Eduard Petzold umgestalten. Er wurde in nördlicher Richtung vom Schloss aus angelegt, heute ist er weitgehend zerstört.
Letzter deutscher Eigentümer war die Zuckersiederei Gutschdorf GmbH.
Nach dem Übergang an Polen 1945 wurden im Schloss Werkswohnungen eingerichtet. Im Jahr 2007 vernichtete ein Feuer das Schloss, von dem nur die Wände erhalten blieben, die mit einem provisorischen Dach bedeckt wurden.
Der Eigentümer der Immobilie ist derzeit das „Instytut Nawozów Sztucznych Puławy“ (Institut für künstliche Düngemittel Puławy) – ein experimenteller Bauernhof in Goczałków. Seit dem Feuer steht das Objekt leer und wird nicht genutzt.

## Galerie

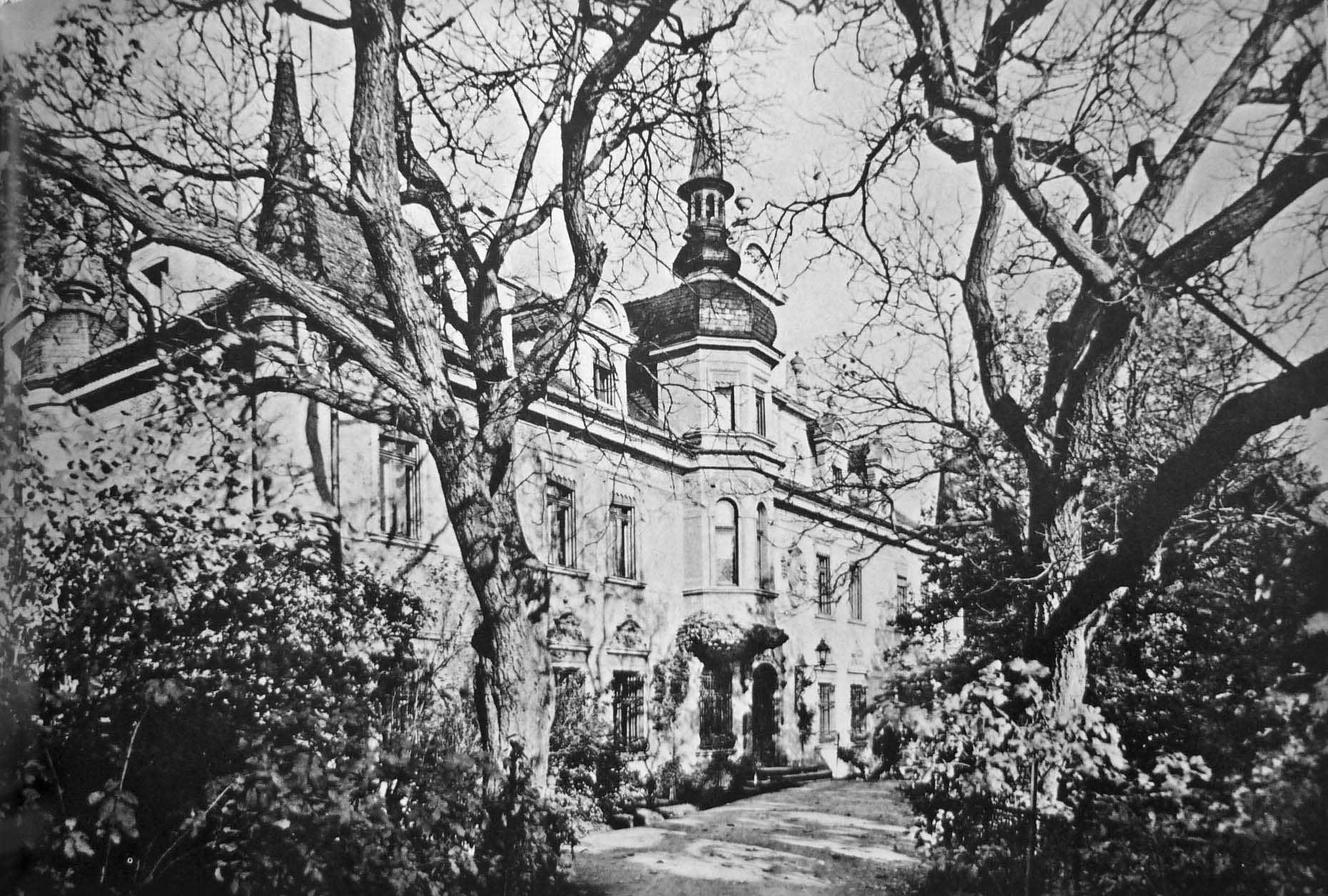
Schloss Kohlhöhe vor dem Brand am 2007
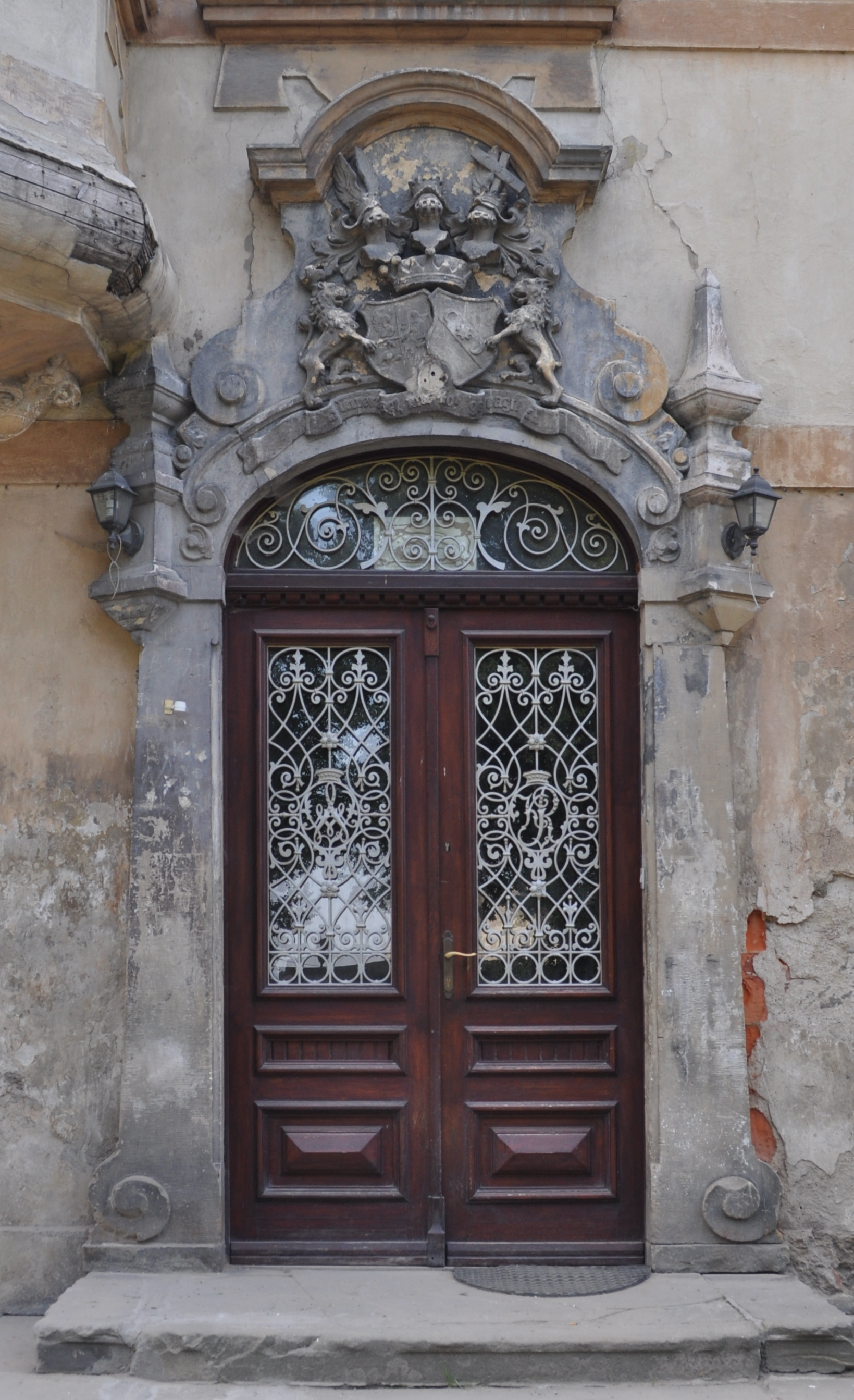
Portal
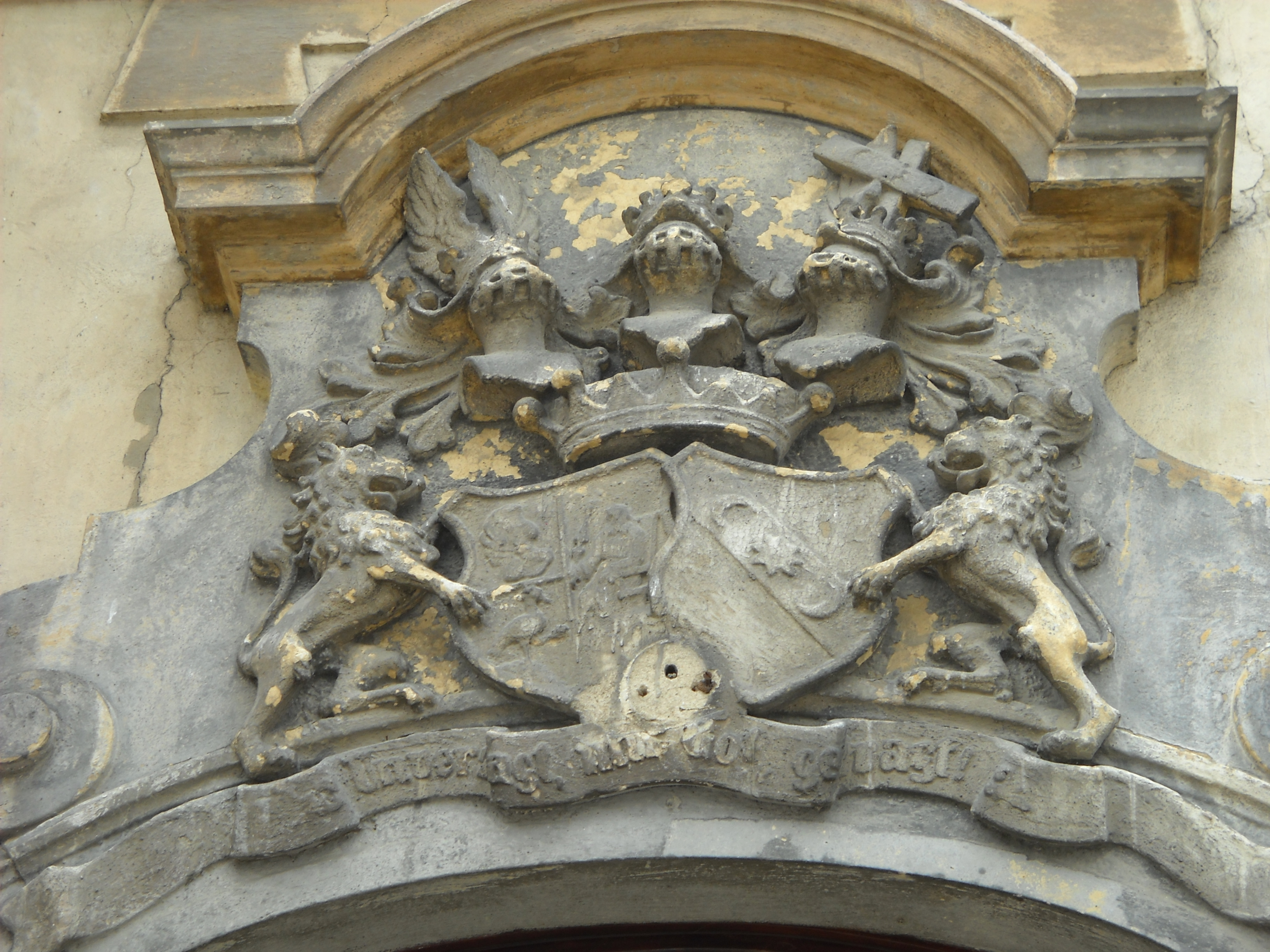
Wappen von Richthofen (L) und von Webern (R)
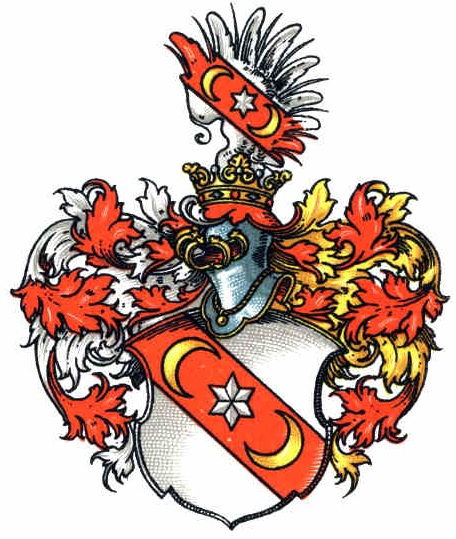
Wappen von Margarethe von Webern
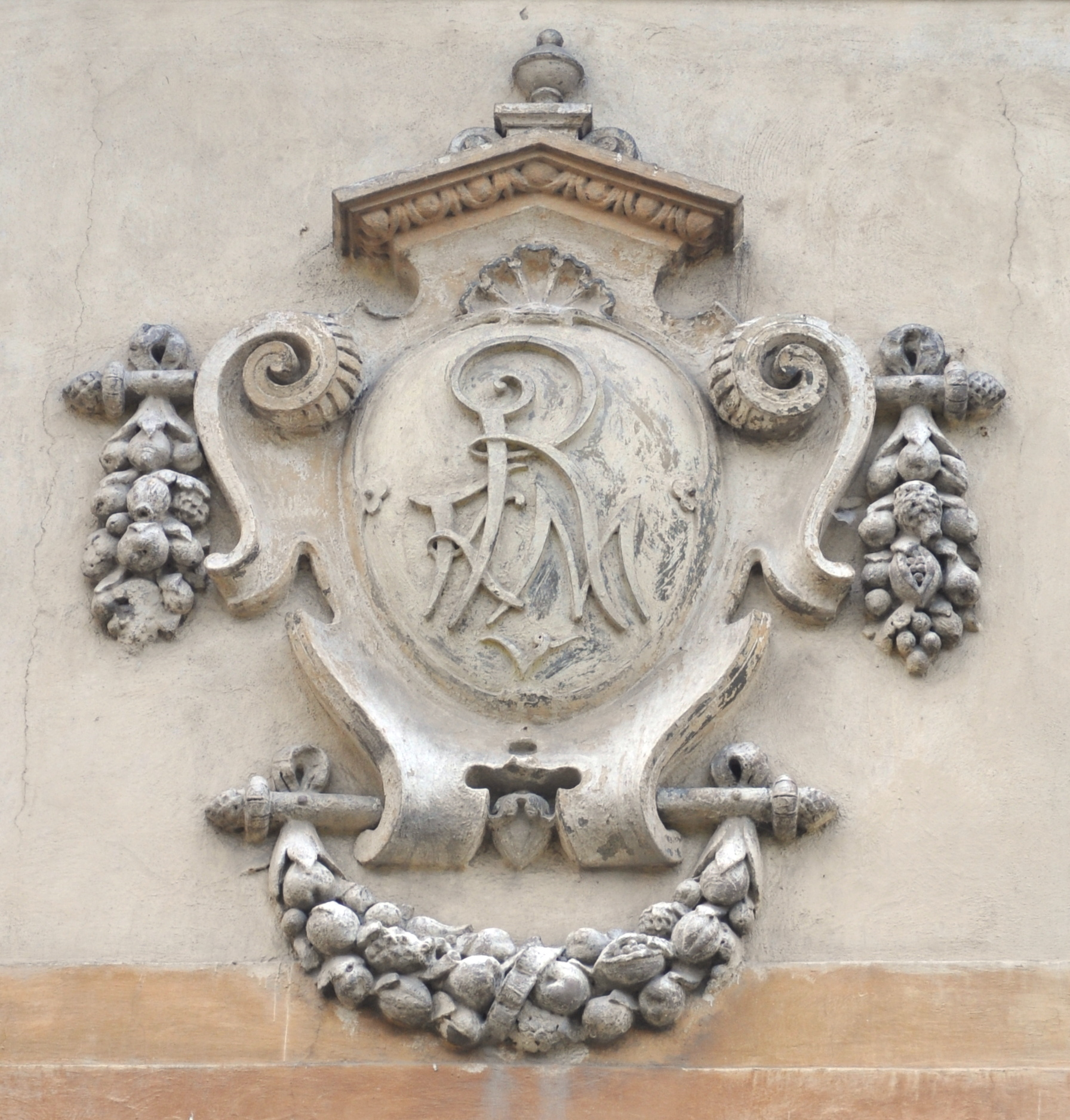
Initialen Karls und Margarethe von Richthofen an Frontwand
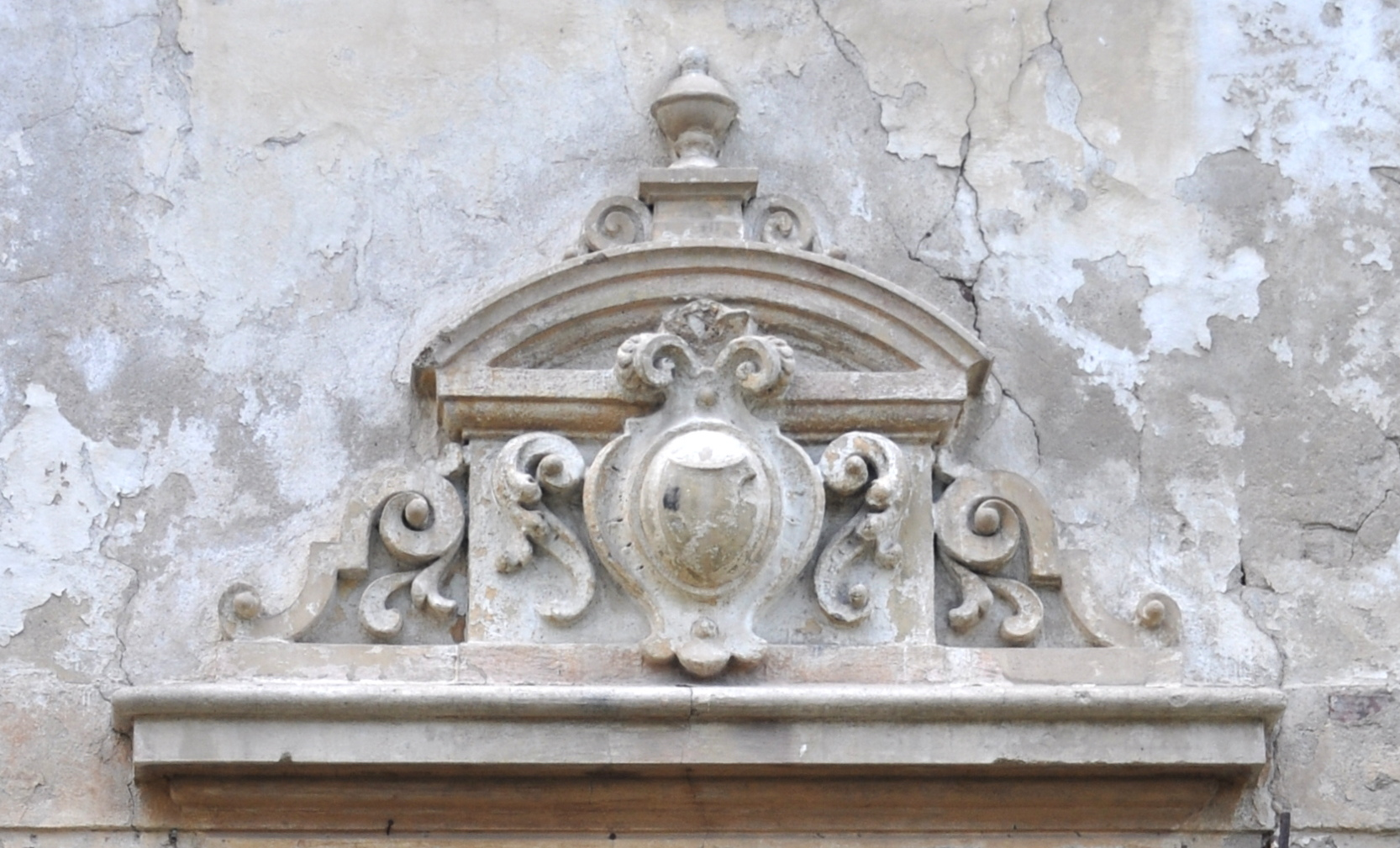
Detail am Fenster
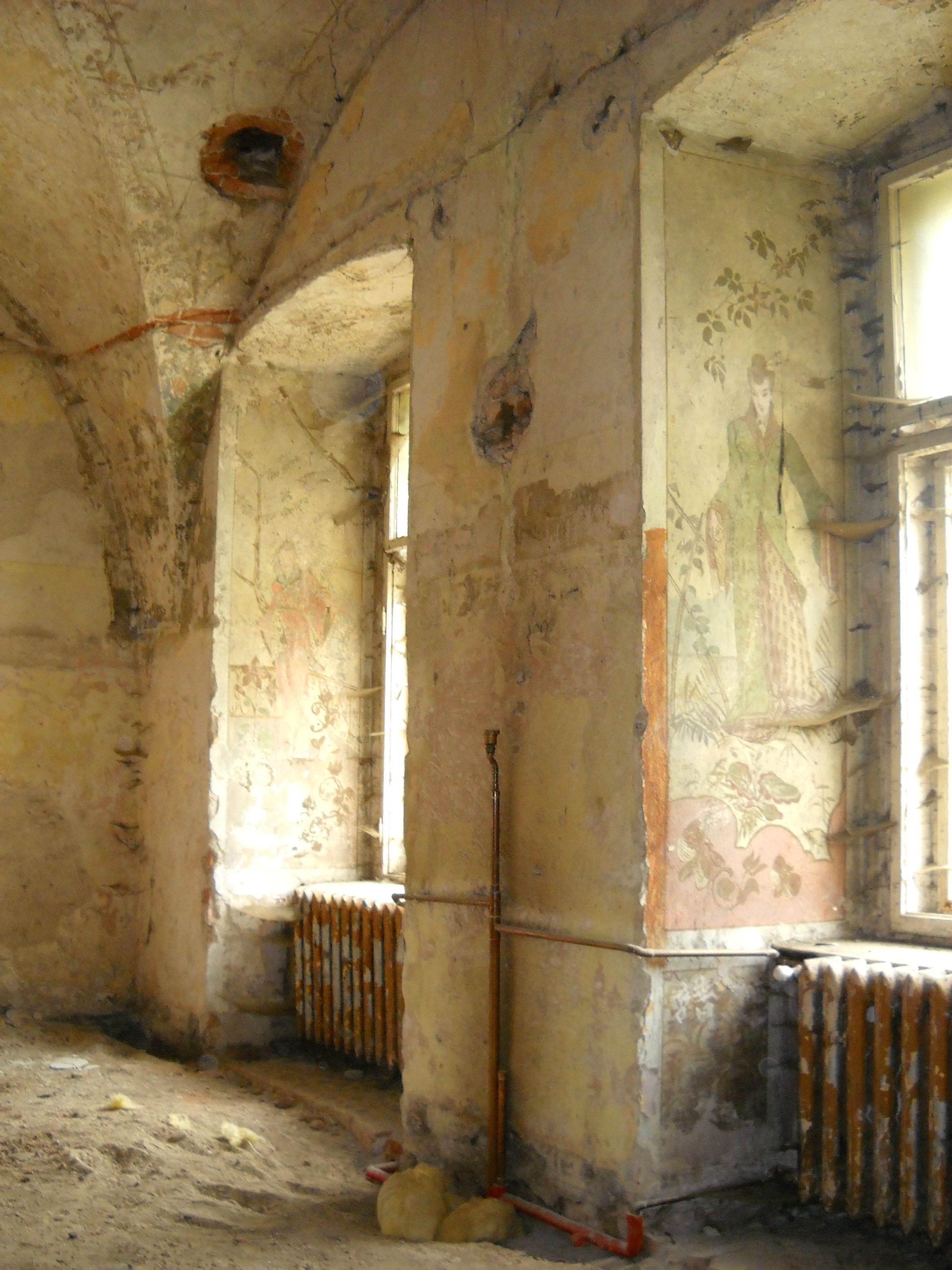
Wandmalerei Ostflügel
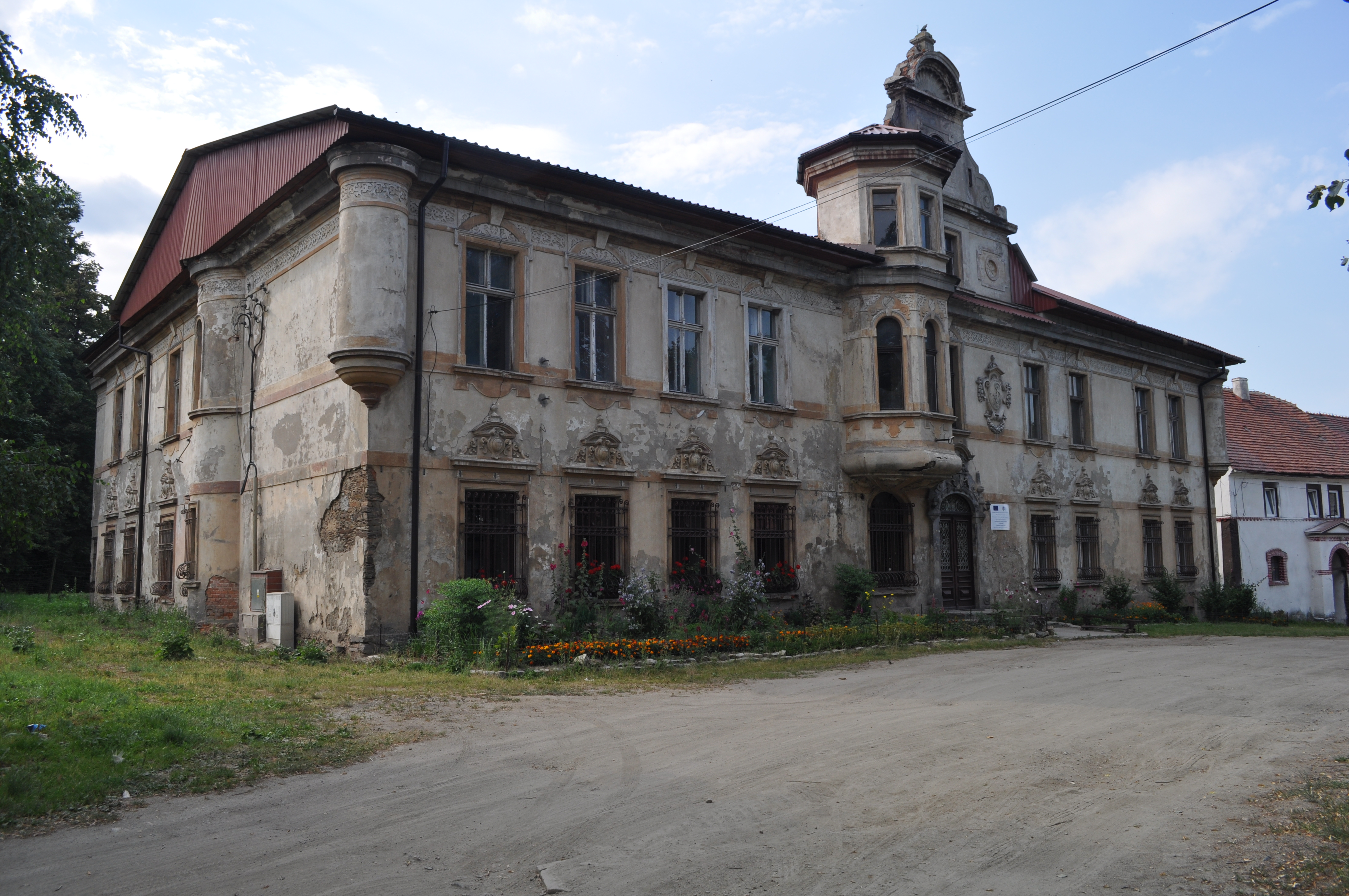
Schloss Kohlhöhe (2011)

## Einzelbelege
1. ↑   (Seite nicht mehr abrufbar. Suche in Webarchiven) burgendaten.de, Kohlhöhe
2. 1 2 3 4  Kohlhöhe nebst Sanderwald
3. ↑  Zostaly tylko mury (deutsch - Blieb nur die Wände)
4. ↑  Goczałków Górny - pałac (deutsch: Kohlhöhe - Palast)

Koordinaten: 51° 0′ 32,3″ N, 16° 21′ 10,6″ O